# Premio RBA de Novela Policiaca
El Premio RBA de Novela Policiaca (en inglés RBA Prize for Crime Writing) fue un galardón literario internacional que concedió de forma anual durante 12 ediciones (desde 2007 a 2018) el grupo editorial español RBA a la mejor novela inédita de género negro o policíaco presentada al certamen en inglés o en español, aunque pudiera haber sido escrito originalmente en cualquier otro idioma.
El galardón estaba dotado con 125.000 euros, siendo este importe el más alto otorgado en el mundo para un premio de novela negra, y se fallaba cada año a principios del mes de septiembre en la ciudad de Barcelona por un jurado compuesto por cinco personalidades de la cultura. En las primeras ediciones el galardón se bautizó como "Premio Internacional RBA de Novela Negra".
El galardonado en la primera edición fue el escritor español Francisco González Ledesma con la obra Una novela de barrio, y único autor en lengua española que logró alzarse con el premio.
Entre las obras galardonadas se encuentran tanto novelas independientes de autores como Andrea Camilleri, Arnaldur Indriðason o Benjamin Black (John Banville), como novelas que pertenecen a series literarias ya reconocidas, entre las que se encuentran Si los muertos no resucitan, de Philip Kerr, con el detective privado Bernie Gunther; Alta tensión, de Harlan Coben, con el representante de deportistas Myron Bolitar; Niebla roja, de Patricia Cornwell, con la doctora forense Kay Scarpetta; La caja negra, de Michael Connelly, con el detective Harry Bosch; Personal, de Lee Child, con el policía militar retirado Jack Reacher; El Cártel, de Don Winslow, continuación de su aclamada novela El poder del perro; o Perros salvajes, de Ian Rankin, con el inspector Rebus.

## Lista de novelas galardonadas
| Edición     | Autor                                        | Nacionalidad   | Título original y título en inglés             | Título traducido al español   |
| ----------- | -------------------------------------------- | -------------- | ---------------------------------------------- | ----------------------------- |
| 2007 (I)    | Francisco González Ledesma                   | España         | Una novela de barrio (A Neighborhood Novel)    | Una novela de barrio          |
| 2008 (II)   | Andrea Camilleri                             | Italia         | La rizzagliata (The Death of Amalia Sacerdote) | La muerte de Amalia Sacerdote |
| 2009 (III)  | Philip Kerr                                  | Escocia        | If the Dead Rise Not                           | Si los muertos no resucitan   |
| 2010 (IV)   | Harlan Coben                                 | Estados Unidos | Live Wire                                      | Alta tensión                  |
| 2011 (V)    | Patricia Cornwell                            | Estados Unidos | Red Mist                                       | Niebla roja                   |
| 2012 (VI)   | Michael Connelly                             | Estados Unidos | The Black Box                                  | La caja negra                 |
| 2013 (VII)  | Arnaldur Indriðason                          | Islandia       | Skuggasund (The Shadow District)               | Pasaje de las sombras         |
| 2014 (VIII) | Lee Child                                    | Inglaterra     | Personal                                       | Personal                      |
| 2015 (IX)   | Don Winslow                                  | Estados Unidos | The Cartel                                     | El Cártel                     |
| 2016 (X)    | Ian Rankin                                   | Escocia        | Even Dogs in the Wild                          | Perros salvajes               |
| 2017 (XI)   | Benjamin Black (pseudónimo de John Banville) | Irlanda        | Snow                                           | Pecado                        |
| 2018 (XII)  | Walter Mosley                                | Estados Unidos | Down the River unto the Sea                    | Traición                      |